# Mszana (województwo śląskie)
Mszana (niem. Mschanna) – wieś w Polsce, położona w województwie śląskim, w powiecie wodzisławskim, w gminie Mszana.
W latach 1975–1998 miejscowość administracyjnie należała do województwa katowickiego. W latach 1954–1972 wieś należała i była siedzibą władz gromady Mszana. Miejscowość jest siedzibą gminy Mszana.
Przez wieś przepływa potok Mszanka.

## Położenie

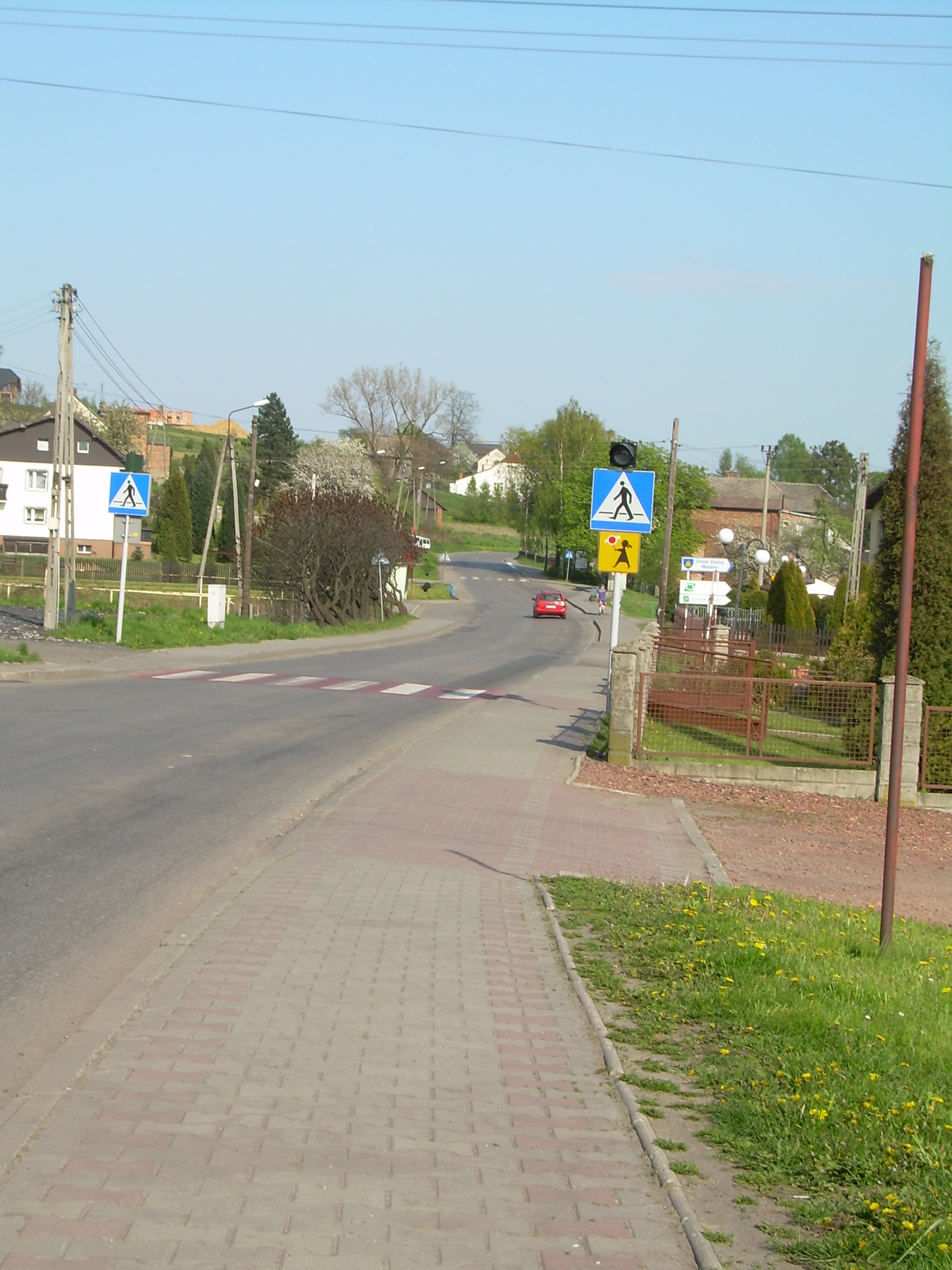
Ulica 1 Maja w Mszanie

Mszana położona jest w południowo-zachodniej części województwa śląskiego w powiecie wodzisławskim.
W układzie geograficznym obszar miejscowości leży w kotlinie Raciborsko-Oświęcimskiej w południowo-wschodniej części Płaskowyżu Rybnickiego będącym częścią Wyżyny Śląskiej.
Pod względem administracyjnym Mszana jest częścią województwa śląskiego, powiatu wodzisławskiego i gminy Mszana. Od północy graniczy z gminami Marklowice i Świerklany, od wschodu z miastem Jastrzębie-Zdrój, od południowego zachodu z gminą Godów i od zachodu z miastem Wodzisław Śląski.
Historycznie Mszana leży na ziemi wodzisławskiej na Górnym Śląsku.
Gmina położona jest na średniej wysokości 255 m n.p.m. Dogodne warunki klimatyczne oraz położenie w rejonie Bramy Morawskiej stanowiącej naturalny korytarz miały znaczenie w historii rozwoju osadnictwa w tym rejonie.
Z niektórych części miejscowości można dojrzeć główne masywy oddalonych o ok. 30–35 km w linii prostej od Mszany Beskidów (Śląskiego, Małego oraz Morawsko-Śląskiego). Najbardziej rozpoznawalnymi szczytami widocznymi z Mszany są: masyw Czantorii, Skrzyczne, Łysa Góra. Doskonale widać również charakterystyczne kominy elektrowni w Dziećmorowicach (Czechy) oraz panoramę miasta Jastrzębie-Zdrój i dzielnicę Wilchwy w Wodzisławiu Śląskim.

## Części wsi
| SIMC    | Nazwa     | Rodzaj    |
| ------- | --------- | --------- |
| 0217490 | Biedaczów | część wsi |
| 0217509 | Boża Góra | część wsi |
| 0217515 | Granice   | część wsi |
| 0217521 | Uchytów   | część wsi |

Historyczne dzielnice:

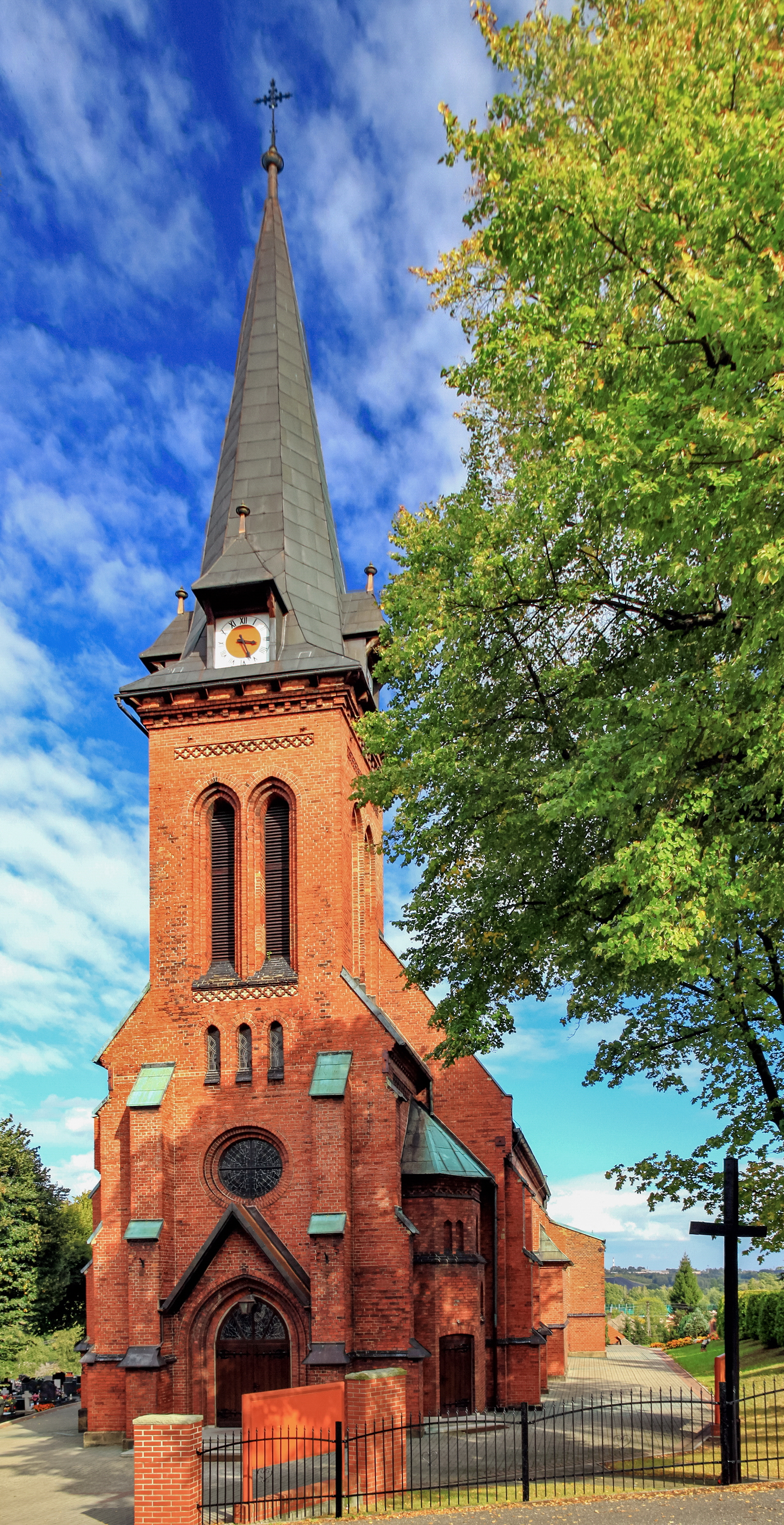
Kościół z 1898 roku

- Biedaczów – znajdujący się w zachodniej części miejscowości. Graniczy z Wilchwami – dzielnicą Wodzisławia Śląskiego i Skrzyszowem.
- Boża Góra – część należy obecnie do Jastrzębia Zdroju, część pozostała przy Mszanie.
- Granice, również Mszańskie Granice – powstały prawdopodobnie w latach 1853–1864, kiedy to na tych terenach zaczęły powstawać pierwsze domy mieszkalne. Znajduje się na pograniczu Mszany i Moszczenicy, obecnie dzielnicy miasta Jastrzębie-Zdrój. Na Granicach znajduje się zabytkowy budynek Szkoły Podstawowej numer 2, który na początku lat 90. XX wieku przestał być użytkowany. Ze względu na bardzo duże szkody górnicze w połowie lat 90. XX wieku większość domów zostało wykupionych przez KWK Jastrzębie i zburzonych. Teren został zasypany i wyrównany. Obecnie znajduje się tam tylko kilka budynków mieszkalnych i rozległe tereny pokopalniane. W przyszłości teren ten ma być zalesiony. Istnieją też inne koncepcje zagospodarowania tego terenu. Najciekawszym z nich jest powstanie parku wypoczynkowego, który w okresie letnim mógłby stać się atrakcją Mszany.
- Uchytów – znajduje się w północno-zachodniej części miejscowości. Graniczy z Wilchwami – dzielnicą Wodzisławia Śląskiego i Połomią. Nazwa Uchytów wywodzi się z legendy o powstaniu Mszany, według której to tu uchwycono uciekających Tatarów. Przez Uchytów przebiega DW 933.
- Wieś – znajduje się w środkowej części miejscowości. Tutaj mieszczą się najważniejsze obiekty Mszany: kościół, Urząd Gminy, szkoła, Urząd Poczta, ośrodek zdrowia, ośrodek kultury, biblioteka, OSP Mszana i boisko Startu Mszana.

## Nazwa
W Liber fundationis episcopatus Vratislaviensis miejscowość wymieniona jest w szeregu wsi położonych w pobliżu Żor i Wodzisławia jako Msana. W tym samym miejscu wymienia się również przysiółek Mszany – Bożą Górę jako Bozagora.
Jak podaje wodzisławski kronikarz Franciszek Ignacy Henke nazwa Mszana może wywodzić się od polskiego wyrazu msza (łac. missa) i obecności w tym miejscu nieznanego ośrodku kultu. O tym może świadczyć również obecność dzwonu w herbie. O prawdziwości tej hipotezy świadczyć mogłaby też legenda, którą może poszczycić się tylko Mszana. Wiąże ona jej nazwę z mszą, konkretnie z mszą dziękczynną odprawioną za zwycięstwo nad najeźdźcami – Tatarami.
Z kolei inni autorzy regionalnych opracowań historycznych podają, że nazwa Mszana wywodzi się od mchu czy omszonego miejsca zwanego z łaciny muscus, muscosus.
Wodzisławski historyk Piotr Hojka wiąże nazwę miejscowości z Mszą Świętą i wskazuje, przy tym na obecność w bezpośrednim sąsiedztwie Mszany – Bożej Góry – jako miejsca również związanego z kultem.

## Historia

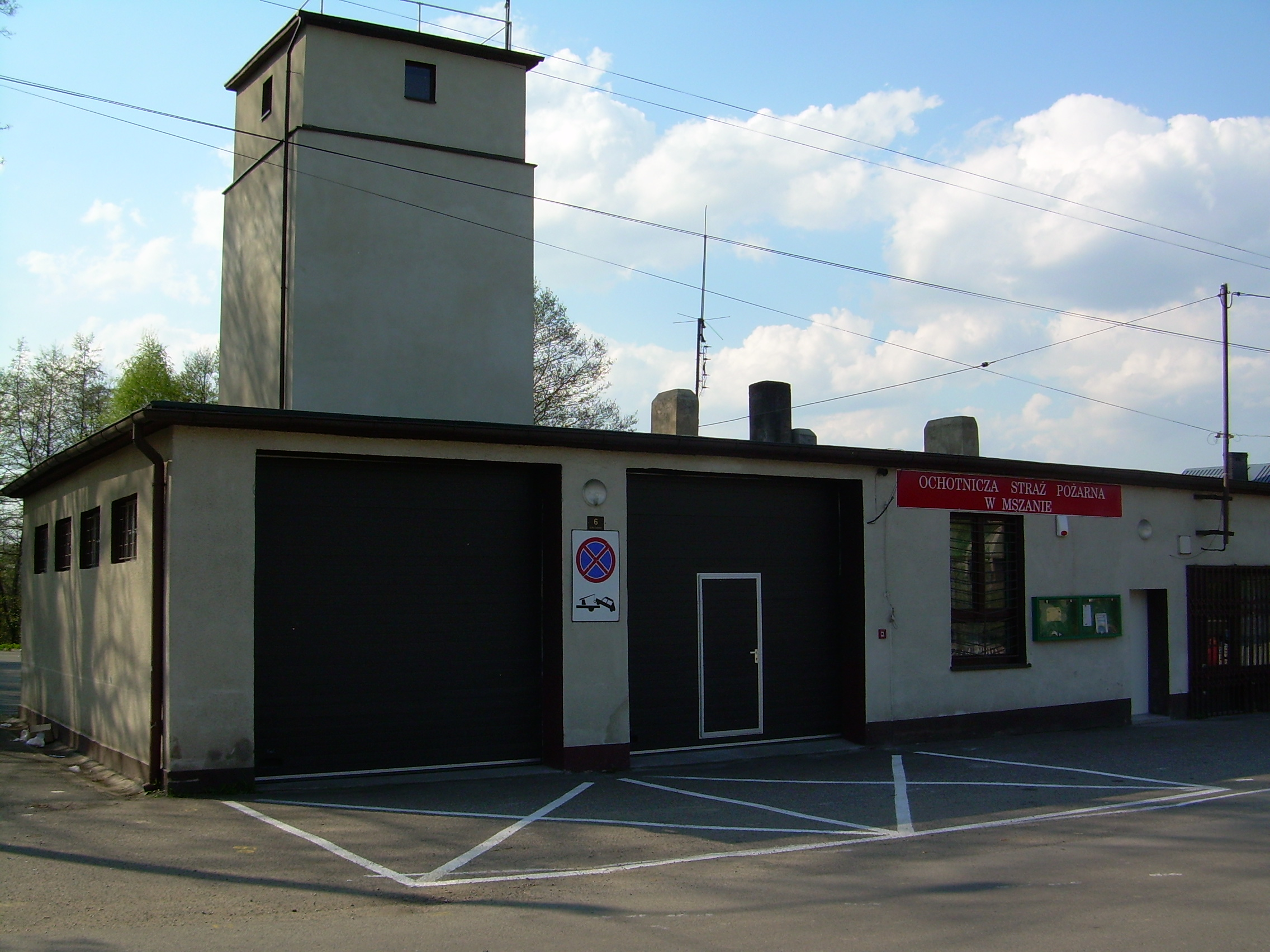
OSP w Mszanie

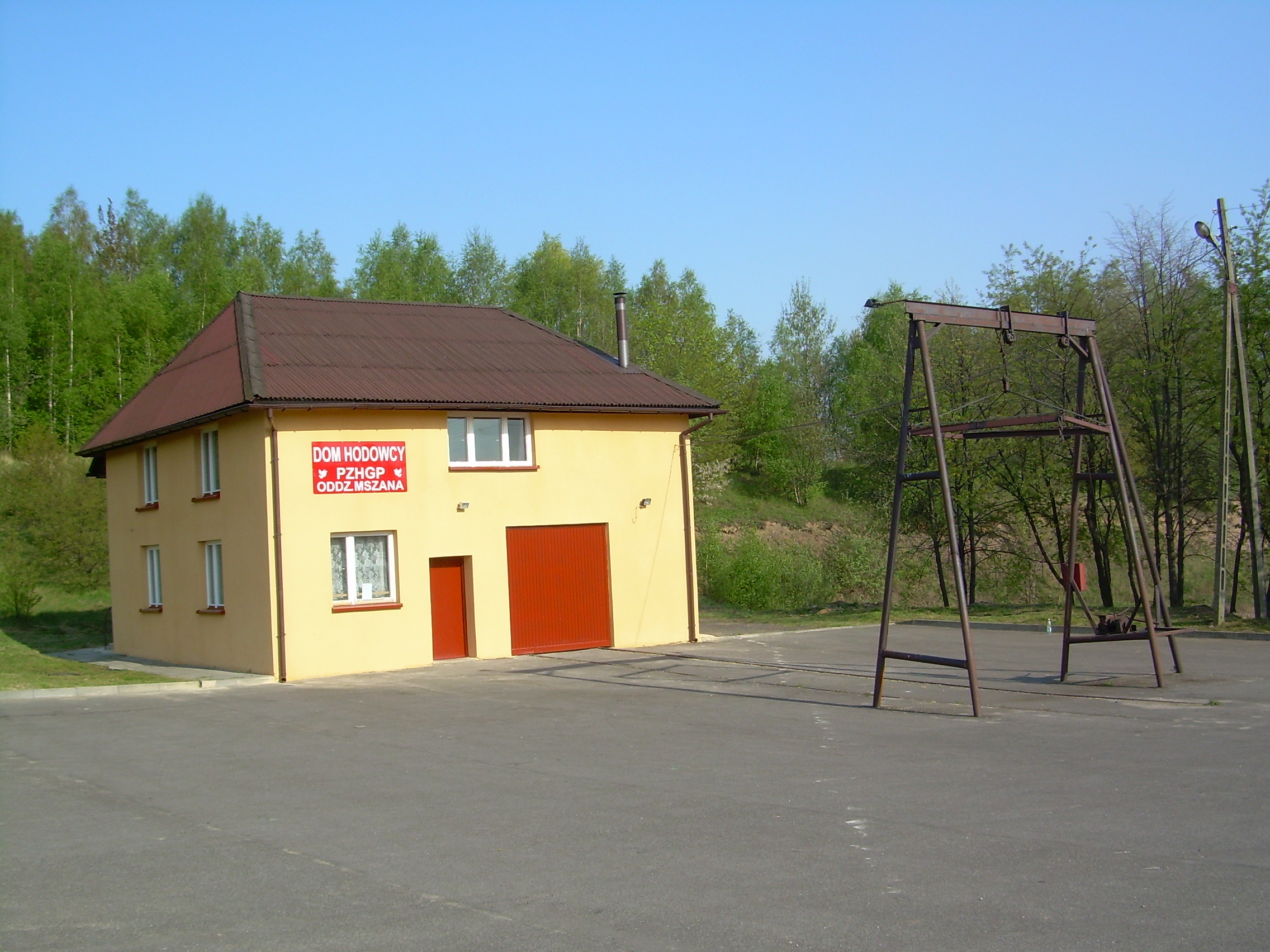
Dom Hodowcy w Mszanie

Historia Mszany sięga być może roku 1241 i słynnego najazdu tatarskiego. Według legendy to właśnie wtedy powstała osada: tatarzy rozbici pod Wodzisławiem przez radlińskich chłopów mieli znaleźć schronienie i osiedlić się na terenach dzisiejszej Mszany. Do legendy tej nawiązywała długa tradycja nazywania mieszkańców Mszany przez sąsiadów „tatarczykami”.
Pierwsze wzmianki o Mszanie w tekstach źródłowych pochodzą z Liber fundationis episcopatus Vratislaviensis tj. ok. 1305. Wtedy to Mszana istniała jako wieś na prawie niemieckim. Można więc założyć, że Mszana powstała pod koniec XIII wieku. Najazd tatarski z roku 1241 szczególnie dotkliwie zniszczył tereny księstwa opolsko-raciborskiego. Wobec tego na spustoszonych terenach rozpoczęła się intensywna akcja osadnicza pod auspicjami księcia Władysława opolskiego, a potem jego następcy Przemysława raciborskiego. Książę Władysław lokował w 1257 roku pobliski Wodzisław. Nowe wsie mogły powstawać wokół już istniejących miast, wsi albo lokowano nowe po wykarczowaniu lasu.
Tak też było prawdopodobnie w przypadku Mszany, która powstała „jako całkiem nowa na wyrębisku leśnym nad potokiem”. Do lat międzywojennych wieś zachowała dawny układ dwustronnej ulicówki dolinnej. Przypuszcza się również, że wraz z nową wsią powstał również kościół. Wskazuje na to jego centralne umieszczenie. Jednakże pierwsze wzmianki o czynnym kościele pochodzą z roku 1447, kiedy to pobrano pięć groszy świętopietrza.
Historyczne dzieje Mszany i parafii mszańskiej są trudne do odtworzenia nie tylko ze względu na ubogi zasób źródeł historycznych i niekompletność materiału historycznego. Przyczyniły się do tego niewątpliwie dzieje historii, czyli lata wielu wojen i powstań, które przetoczyły się przez Górny Śląsk, więc także i przez Mszanę. Przyczyny należy upatrywać także w tym, iż w roku 1649 spaliła się plebania a pożar strawił wszelkie piśmienne akta parafii. Zaś w 1945 roku w wyniku wkroczenia wojsk sowieckich do Mszany zaginęły wszelkie rękopiśmienne źródła z archiwum parafialnego. W Kronice Parafialnej znajdują się odpisy najstarszych wyciągów powizytacyjnych parafii z lat 1652, 1679, 1688. Kościół był w nich opisany jako stary i drewniany budynek dobrze utrzymany. Z opisów wynika, że mógł to być pierwszy mszański kościół, który został wzniesiony przy założeniu wsi. Gruntowny remont kościoła miał miejsce 1709 roku. We wszystkich opisach powizytacyjnych parafii w sposób szczególny opisany jest dzwon, który znajdował się w kościele. Był on chlubą parafii, a jego wartość była określona jako starożytna. Dzwon miał pochodzić z 1520 roku. Może to właśnie do tego dzwonu nawiązuje herb Mszany. W czasach średniowiecza Mszana należała najpierw do księstwa raciborskiego, następnie księstwa wodzisławskiego, a od XVI wieku do Wodzisławskiego Państwa Stanowego.
W latach międzywojennych Mszana stanowiła gminę w powiecie rybnickim. Według spisu z 1931 r. liczyła 2352 mieszkańców.
1 września 1939 w miejscowości miała miejsce bitwa. 

## Komunikacja
- A1E75 

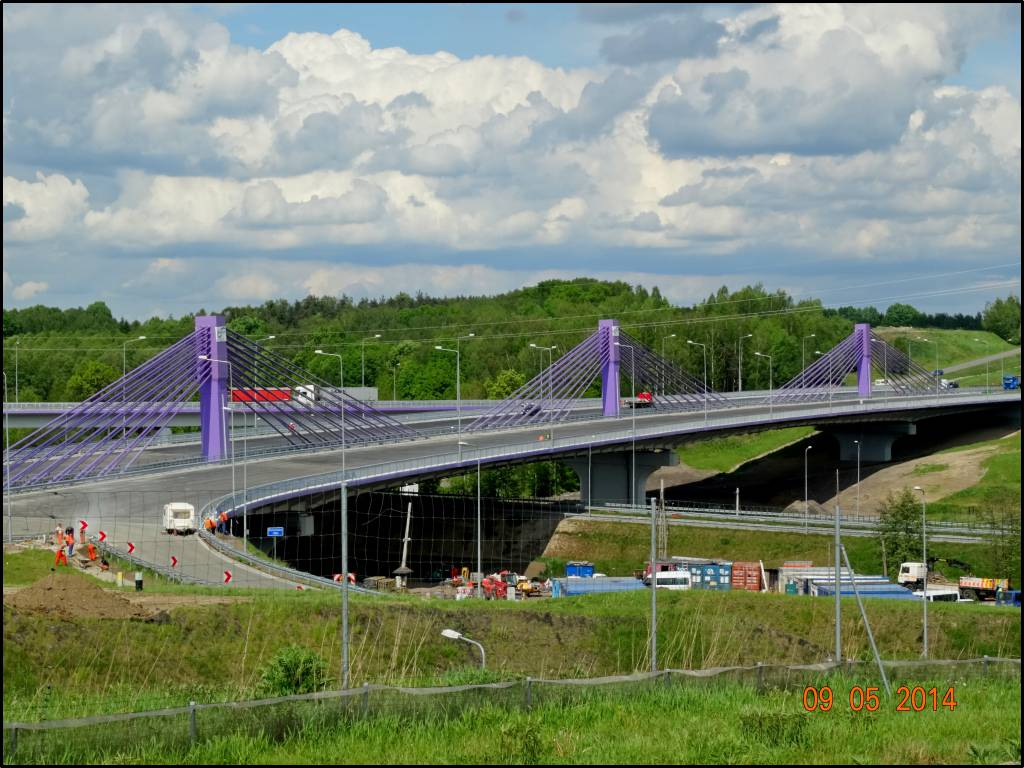
Most autostradowy w Mszanie

  - Przez miejscowość przebiega autostrada A1, a konkretnie jej odcinek Świerklany – Gorzyczki (18,3 km). W Mszanie znajduje się zjazd autostradowy z A1 połączony z drogą wojewódzką nr 933 poprzez węzeł autostradowy i dwa duże MOP-y ze stacjami benzynowymi, punktami gastronomicznymi i miejscami noclegowymi (Mszana-północ i Mszana-południe). Na północ od węzła w Mszanie znajduje się most nad doliną Kolejówki.
- Przez Mszanę przebiegają trzy drogi wojewódzkie:
  - Droga wojewódzka nr 930 (Świerklany Dolne – Połomia – Mszana).
  - Droga wojewódzka nr 933 (Rzuchów – Wodzisław Śląski – Mszana – Jastrzębie-Zdrój – Pszczyna – Chrzanów).
  - Droga wojewódzka nr 937 (Mszana – Jastrzębie-Zdrój – Zebrzydowice – Hażlach).

Przez wschodnią część miejscowości przebiega Droga Główna Południowa z rondem im. Obrońców Bożej Góry (DW933).
Jest połączona komunikacyjnie z Jastrzębiem-Zdrój i Wodzisławiem Śląskim liniami autobusowymi MZK.

## Turystyka

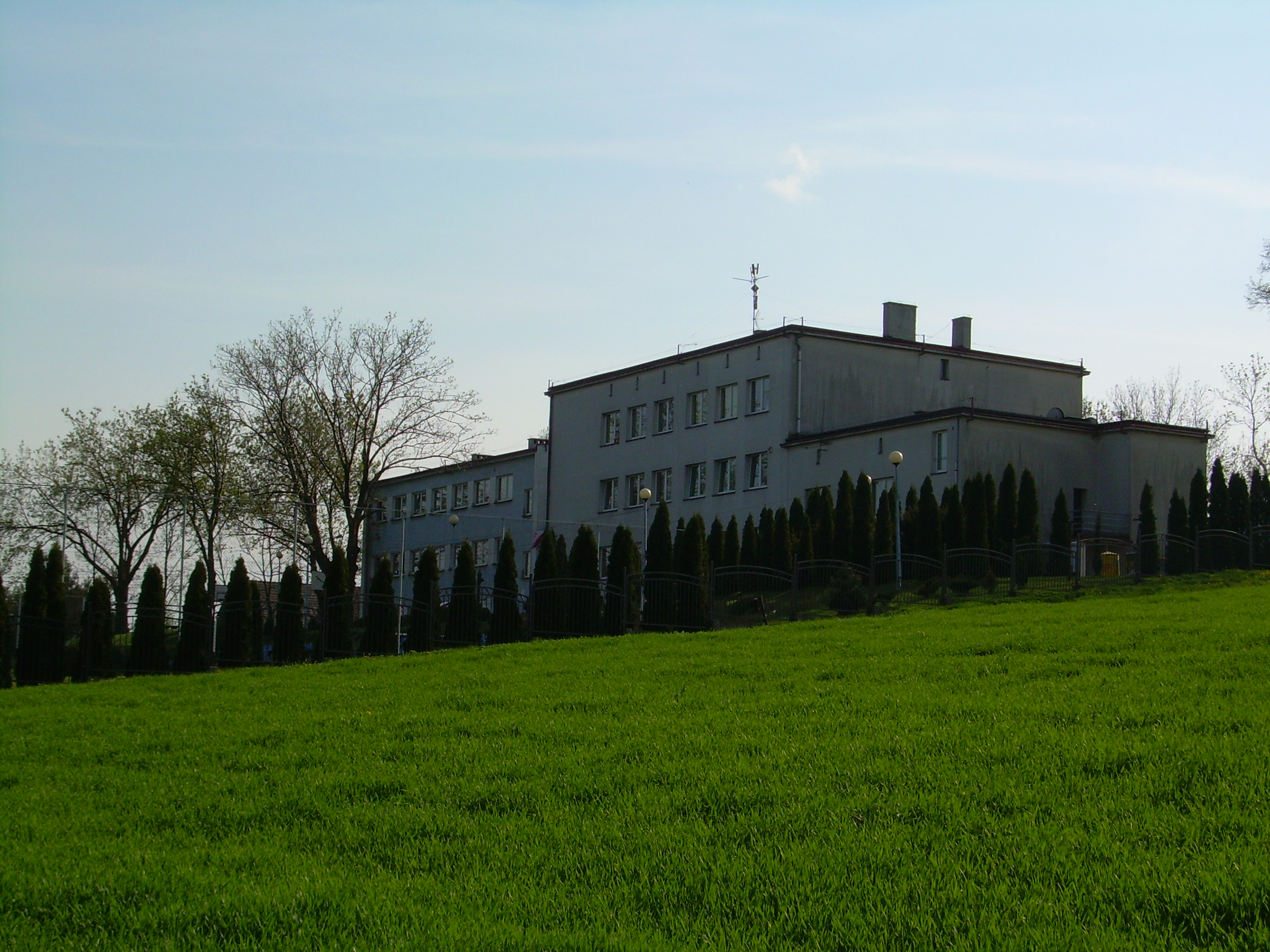
Zespół Szkół w Mszanie

### Baza noclegowa
| Nazwa           | Restauracja | Ilość gwiazdek | Adres               |
| --------------- | ----------- | -------------- | ------------------- |
| U Kochańskich   | Tak         | brak           | ul. Mickiewicza 122 |
| Pokoje Gościnne | Nie         | brak           | ul. Konopnickiej 2  |

W miejscowości znajduje się Kamper Parking.

### Szlaki
Szlak Ewakuacji Więźniów Oświęcimskich (91 km)
- Trasa: Oświęcim – Mszana – Wodzisław Śląski

### Ścieżki rowerowe
Szlak Miasta Wodzisław Śląski do Karwiny (25,5 km)
- Trasa: Wodzisław Śląski – Mszana – Gołkowice – Karwina

## Sport

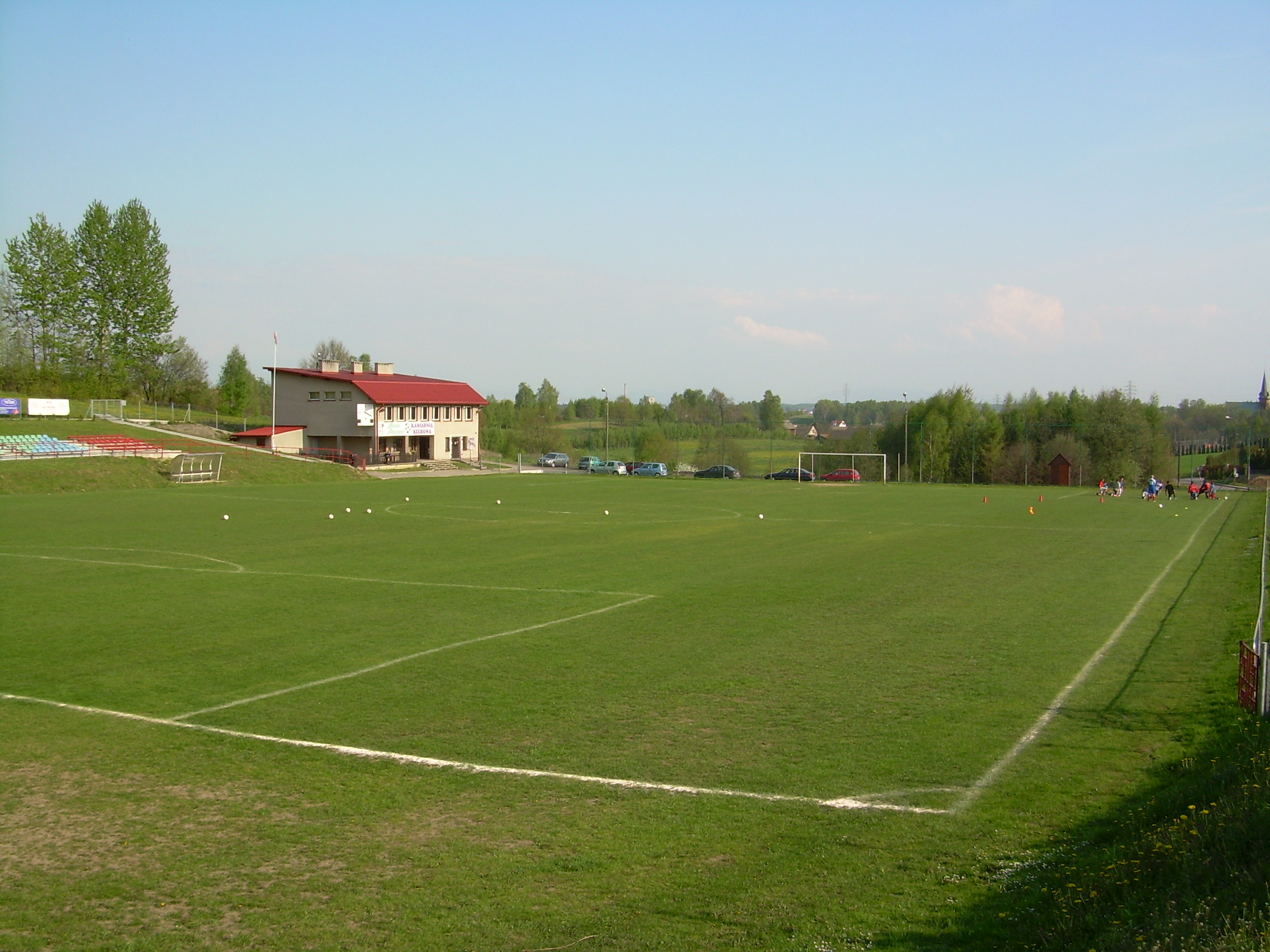
Stadion Startu Mszana

Tradycje piłki nożnej w Mszanie sięgają okresu przedwojennego. Już w latach trzydziestych istniało we wsi boisko piłkarskie, na którym miejscowy klub Orzeł Mszana rozgrywał swoje mecze aż do wybuchu wojny. Tuż po wyzwoleniu została reaktywowana drużyna piłkarska pod nazwą Lechia Mszana. Drużyna ta występowała w klasie c od 1946 roku, aż do roku 1949. Jej prezesem i jedynym sponsorem był nieżyjący już dzisiaj Paweł Kozielski. Na skutek zatargu zawodników z sędzią, drużyna została zawieszona na kilka lat.
W 1957 roku z inicjatywy miejscowej młodzieży zorganizowano ponownie sekcję piłkarską, złożoną z zespołu juniorów i seniorów. Nie było wówczas boiska w Mszanie, więc zarejestrowano zespół pod nazwą Górnik Wilchwy. Drużyna działała w oparciu o finansowe wsparcie kopalni 1 Maja, a mecze rozgrywano w sąsiedniej wiosce Wilchwy. Zespół składał się z piłkarzy Mszany i Wilchw. Klub działał do 1963 roku, po czym nastąpiła fuzja Górnika Wilchwy z Kolejarzem Wodzisław Śląski, w efekcie której powstała Odra Wodzisław Śląski.
W czerwcu 1986 roku utworzono LZS Start Mszana. Od początku istnienia klubu, aż do 1998 roku funkcję prezesa pełnił Jerzy Tatarczyk. Działalność klubu była możliwa dzięku zarządowi Gminy i pomocy Przedsiębiorstwa Rekultywacja Rybnickiego Zjednoczenia Przemysłu Węglowego.
Start Mszana zainaugurował rozgrywki w klasie C (grupa II) podokręgu Rybnik w sezonie 1986/87. Sezon 1987/88 rozpoczął już w klasie B, by po roku awansować do klasy A. Było to wielkie osiągnięcie, bowiem w ciągu dwóch kolejnych sezonów klub awansował o trzy klasy. W 1989 roku, staraniem działaczy sportowych i przy przychylności władz gminy, powołano społeczny Komitet Budowy Szatni Sportowej. Dzięki pozyskaniu środków finansowych z Urzędu Gminy oraz darowizn i pracy społecznej mszańskich sympatyków sportu obiekt szatni został oddany do użytku na koniec 1994 roku. W 1997 roku piłkarze pierwszego zespołu awansowali do ligi okręgowej, w której grali przez dziewięć kolejnych sezonów. W sezonie 2005/2006 okazali się bezkonkurencyjni i awansowali do IV ligi. Obecnie Start gra w A klasie.
Od 1997 roku klub posiada również drugą drużynę, która w latach 1997–2004 i ponownie od roku 2007 występuje w klasie b, a w latach 2004–2007 grała w klasie c.
W miejscowości istnieje również pływacki klub UKS Delfin przy Zespole Szkół w Mszanie, klub skata sportowego oraz Związek Hodowców Gołębi Pocztowych.

## Kultura
Życie kulturalne w Mszanie skupia się wokół Wiejskiego Ośrodka Kultury (WOK), mającego swą siedzibę przy ulicy Adama Mickiewicza. W WOK-u działa zespół folklorystyczny Mszanianka, formacja taneczna „El Paso”, klub podróżnika ZHP „Róża Wiatrów” oraz klub skatowy. Ponadto z instytucji kulturalnych w Mszanie istnieje Gminna Biblioteka Publiczna, w której znajduje się również „Galeria z książką”.
Od czterech lat w gminie odbywa się cykliczna impreza, jaką są Dni Gminy Mszana. Wielkim zainteresowaniem cieszył się także zlot Rodu Tatarczyków z całej Polski i zagranicy, który odbył się w 2002 roku w Mszanie.

## Media

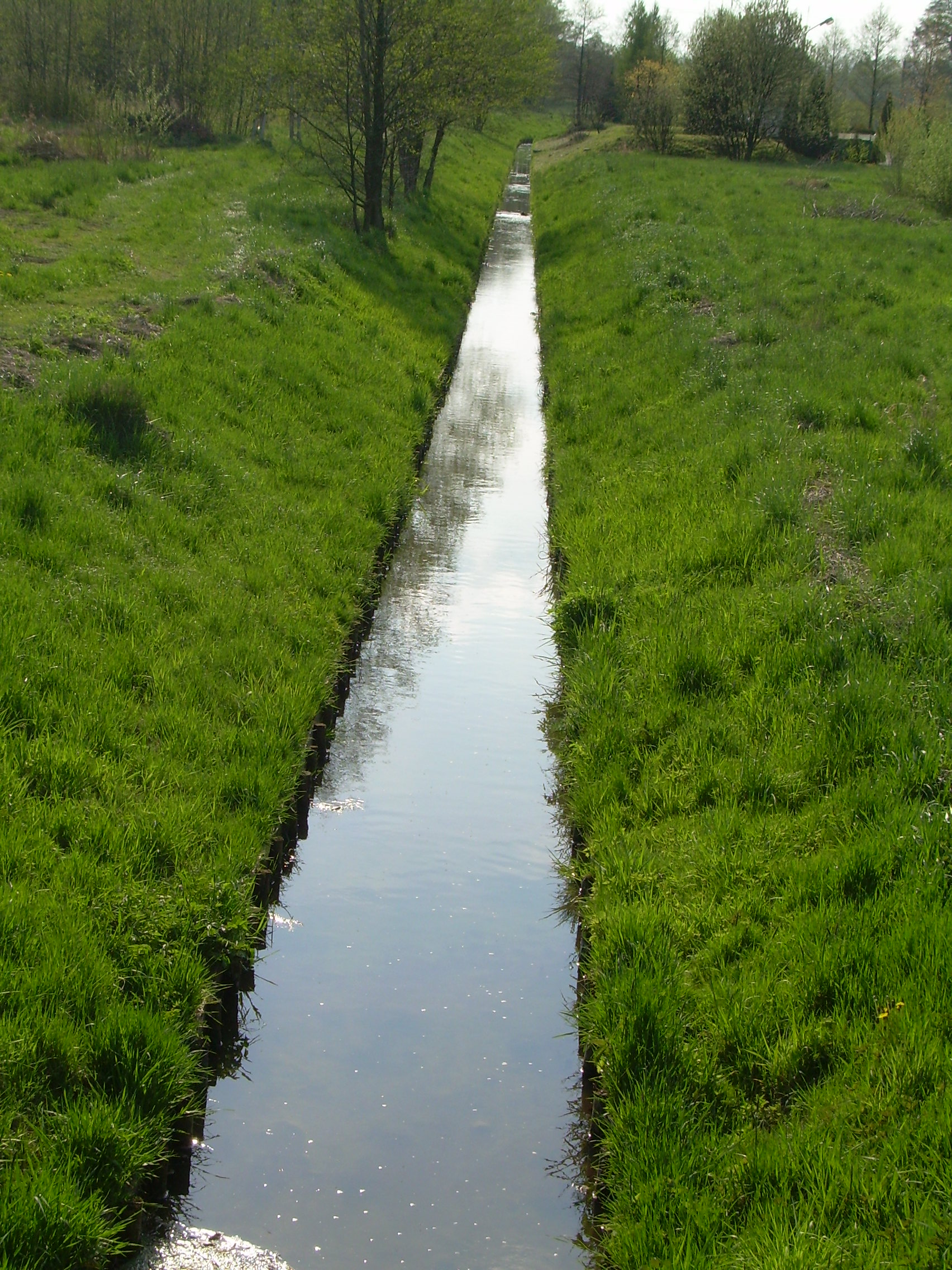
Potok Mszanka

- „Wiesiadnik parafialny” – miesięcznik parafii św. Jerzego w Mszanie

## Polityka
Mszana posiada 8 z 15 miejsc w Radzie Gminy Mszana.

## Mszanianie i osoby związane z Mszaną
- ks. Franciszek Styra
- Wiesława Tatarczyk-Sitek
- ks. Wilhelm Tusker
- ks. dr Jacek Wojciech
- August Sternickel – (1866-1913) – rabuś, morderca i podpalacz[9][10]

## Miejscowości partnerskie
Mszana jako część Gminy Mszana ma podpisane porozumienia z trzema miejscowościami:
| Miasto     | Państwo | Data podpisania porozumienia |
| ---------- | ------- | ---------------------------- |
| Stěbořice  | Czechy  | 2003                         |
| Krynki     | Polska  | 2004                         |
| Griesstätt | Niemcy  | 12 października 2007         |